# Andrónico Paleólogo (gran doméstico)
Andrónico Ducas Comneno Paleólogo (en griego: Ανδρόνικος Δούκας Κομνηνός Παλαιολόγος, romanizado: Andronikos Doukas Komnēnós Palaiologos; 1190-Tesalónica, 1248/1252) fue megadoméstico (comandante en jefe) y gobernador de la posesiones europeas del Imperio de Nicea y padre del futuro emperador bizantino Miguel VIII Paleólogo, el fundador de la dinastía de los Paleólogos.

## Biografía
Andrónico era el hijo del megaduque Alejo Paleólogo e Irene Comnena, y trastataranieto del fundador de la familia, Jorge Paleólogo. Probablemente nació alrededor de 1190, y tenía un hermano llamado Miguel, que aparentemente fue el mayor de los dos.
Se desconocen sus primeros años. Fue nombrado megadoméstico (comandante en jefe) del Imperio de Nicea, pero las fuentes difieren sobre cuándo y por quién fue nombrado: Nicéforo Grégoras registra que esto fue hecho por Teodoro I Láscaris, pero Jorge Acropolita afirma que esto fue hecho por el sucesor de Teodoro I, Juan III Ducas Vatatzés poco después de su ascensión. Los historiadores modernos generalmente consideran a este último el más probable. En 1224 Andrónico fue enviado a la región del río Escamandro, apenas recuperado del Imperio latino, con el fin de organizar su administración como exisotes (fiscal). Esto fue probablemente antes de que fuera hecho megadoméstico. En 1233, fue enviado al frente de la expedición contra el gobernante semiindependiente de Rodas, el César León Gabalas, que se vio obligado a reconocer la soberanía nicena.
En 1241, Andrónico siguió a Juan III Ducas Vatatzés en sus campañas en Macedonia, y en el asedio de Tesalónica. La campaña fue interrumpida, sin embargo, debido a la invasión de los mongoles en Asia Menor, y obligó a Vatatzés a contentarse con el reconocimiento de su autoridad al gobernante de la ciudad, Juan Comneno Ducas, que antes había reclamado el título imperial para sí mismo. En diciembre de 1246, después de la captura final de Tesalónica, Andrónico fue dejado en la ciudad como su gobernador y como gobernador general (pretor) de todas las posesiones nicenas recién adquiridas en Macedonia, mientras Vatatzés regresaba a Asia Menor. Durante su mandato, su hijo mayor, el futuro emperador Miguel VIII Paleólogo, llegó a servir bajo sus órdenes en las ciudades de Serres y Melnik.
La fecha de la muerte de Andrónico es desconocida. Tradicionalmente ha sido fechado en 1247, ya que Acropolita afirma que fue poco después de su nombramiento en Tesalónica, pero la investigación más reciente demuestra que murió en algún momento entre 1248 y 1252. Fue sucedido como megadoméstico por su yerno Nicéforo Tarcaniota, y como gobernador general de Tesalónica por Teodoro Files.

## Matrimonio y descendencia
Alrededor de 1213, se casó con Teodora Angelina Paleóloga. Teodora era de un ilustre linaje como la hija del déspota Alejo Paleólogo e Irene Comnena Angelina, la hija mayor del emperador bizantino Alejo III Ángelo. Hasta su muerte en 1203, el déspota Alejo Paleólogo fue también el heredero aparente de Alejo III. Juntos, la pareja tuvo al menos cuatro hijos: María (nacida alrededor de 1214/1215), Irene Comneno Paleólogo (alrededor de 1218), Miguel (1224/1225) y Juan (después de 1225). Después de la muerte de Teodora, Andrónico se volvió a casar, pero el nombre de su segunda esposa es desconocido. Con ella tuvo otro hijo, Constantino (alrededor de 1230). Con una de sus dos esposas, Andrónico también tuvo una tercera hija, pero su nombre se desconoce.